# Chéri, ne fais pas le zouave
Pour plus de détails, voir Fiche technique et Distribution.
Chéri, ne fais pas le zouave (The Lieutenant Wore Skirts) est un film américain réalisé par Frank Tashlin, sorti en 1956.

## Synopsis
L'écrivain de télévision Greg Whitcomb a fait son service militaire de manière héroïque, mais il fait maintenant partie de la vie quotidienne avec une jeune épouse, Katy. Une lettre du département de la guerre arrive, qui, selon Katy, rappelle Greg de la réserve de l'armée de l'air à son service actif, mais elle la cache pendant une fête célébrant son anniversaire de mariage.
Barney Sloan, capitaine participant à la soirée, appelle par mégarde Greg « un vieil homme », qui l'offense. Greg se saoule et s'évanouit. Sa fierté l'a emporté, Greg est prêt à reprendre ses fonctions une fois qu'il a appris la lettre. Katy, elle-même un ancien officier de l'armée de l'air, décide alors de se réengager afin de rester ensemble.
Le problème, c’est que Greg laisse tomber son examen physique à cause d’un mauvais genou. Katy est envoyée à une base à Hawaï sans lui. Les voisines ne cessent de laisser entendre que Katy sera seule et entourée de beaux soldats, alors Greg se rend à Honolulu pour la rejoindre. Il finit par passer des heures avec les femmes, une situation que leurs maris n'apprécient pas.
Greg décide de saboter la carrière de Katy pour qu'elle obtienne une décharge. Son cascadeur se retourne contre lui, mais comme son genou est guéri, il est maintenant rappelé au travail. Ce qui serait bien, sauf que Katy doit maintenant être libérée et renvoyée à la maison parce qu'elle est enceinte.

## Fiche technique
- Affiche : Boris Grinsson (France)

## Distribution
- Tom Ewell : Gregory Whitcomb
- Sheree North : Lt. Katy Whitcomb
- Rita Moreno : Sandra Roberts
- Rick Jason : Capt. Barney Sloan
- Les Tremayne : Henry 'Hank' Gaxton
- Alice Reinheart : Capt. Grace Briggs
- Gregory Walcott : Lt. Sweeney
- Jean Willes : Joan Sweeney
- Edward Platt : Major Dunning
- Jacqueline Fontaine : Buxom Blonde at Party
- Michael Ross : Military Policeman
- Arthur Q. Bryan : Mr. Curtis
- Keith Vincent : Delivery boy
- Janice Carroll : WAAF sergeant
- Ralph Sanford : Gateman